# Palimpsest alkoholowy
Palimpsest – w medycynie termin oznaczający częściowy lub całkowity zanik pamięci w wyniku upojenia alkoholowego.